# Mycalidae
Famille
Synonymes
- Arenochalininae Lendenfeld, 1888
- Esperellinae Ridley & Dendy, 1887
- Esperiadae Gray, 1867

Les Mycalidae sont une famille de spongiaires de l'ordre des Poecilosclerida vivant en eau de mer.

## Liste des genres
Selon World Register of Marine Species (22 mai 2016) :
- genre Mycale Gray, 1867
- genre Phlyctaenopora Topsent, 1904